# مقصورة حور أم حب
مقصورة حور أم حب هو معبد مصري قديم يقع بالقرب من مدينة كوم أمبو في محافظة أسوان. نُحت المعبد في منطقة جبل السلسلة على ربوة ترتفع عن نهر النيل. ويبلغ عرض واجهة المقصورة من الخارج من الشمال إلى الجنوب حوالي 27 م بارتفاع حوالي 5م ، والمقصورة لها خمسة مداخل تفصلها أربعة أعمدة مربعة الشكل، وهذه المداخل الخمسة أصغرها هو المدخل الأوسط وهو المدخل الرئيسي للمقصورة ونقش فوقه قرص الشمس المجنح وتحته وعلى جانبي المدخل نقشت أسماء وألقاب ودعوات للملك حور أم حب.